# Irracionalidad racional
El concepto conocido como irracionalidad racional fue popularizado por el economista Bryan Caplan en 2001 para conciliar la extendida existencia de comportamiento irracional (particularmente en las esferas de la religión y la política) con el supuesto de racionalidad creado por los economistas ortodoxos y la teoría de juegos. La teoría, junto con sus implicaciones para la democracia, fue expandida en el libro de Caplan El Mito del Votante Racional
El propósito original del concepto era explicar cómo (intencionadamente) se pueden implantar políticas perjudiciales en una democracia y, al contrario de lo que dice la teoría de la elección pública convencional, Caplan postula que las malas políticas pueden ser elegidas por los votantes mismos. La teoría ha sido adoptada también por el filósofo intuicionista ético Michael Huemer como una explicación para la irracionalidad en la política. La teoría también ha sido aplicada para explicar las creencias religiosas.

## Teoría

### Dos tipos de racionalidad, y preferencias sobre creencias
Caplan postula que hay dos tipos de racionalidad:
- Racionalidad epistémica, la cual consiste en formar creencias de una forma afín a la verdad, haciendo esfuerzos razonables para evitar razonamientos falaces y manteniendo una mente abierta a la nueva evidencia.
- Racionalidad instrumental, la cual implica escoger la forma más efectiva para lograr los objetivos propios, dadas las creencias.

La irracionalidad racional describe una situación donde es instrumentalmente racional ser epistemológicamente irracional.
Caplan argumenta que la irracionalidad racional es más probable en situaciones donde:
- Las personas tienen preferencias sobre creencias, por ejemplo, algunas clases de creencias son más atractivas que otras.
- El coste marginal para un individuo de sostener la creencia errónea o irracional es bajo.

En el marco de economía neoclásica, Caplan postula que hay una demanda para la irracionalidad. La curva de demanda de una persona describe la cantidad de irracionalidad que la persona está dispuesta a tolerar en cualquier coste dado de irracionalidad. Por la ley de demanda, a más bajo el coste de irracionalidad, mayor la demanda para él. Cuándo el coste del error es efectivamente cero, la demanda de una persona para la irracionalidad es alta.

### Irracionalidad racional versus doblepensar
La irracionalidad racional no es doblepensar -- no declara que el individuo deliberadamente escoge creer algo que él o ella sabe que es falso. Más bien, la teoría es que, cuándo los costes de tener creencias erróneas son bajos, las personas relajan sus estándares intelectuales y son más fácilmente influidos por razonamientos falaces, sesgos cognitivos, y apelaciones emocionales. En otras palabras, las personas no buscan intencionalmente creer cosas falsas sino que paran el esfuerzo intelectual para estar abiertos a evidencia que puede contradecir sus creencias.